# Amenmesses
Amenmesses-Heqawaset (Egyptisch: geboren uit Amon, leider van de Thebe) was de vijfde farao uit de 19e dynastie (13e eeuw v.Chr.) van het oude Egypte. Waarschijnlijk was het de zoon van Merenptah en koningin Takhat. Amenmesses' vrouw was vermoedelijk Baktwerel.
Amenmesses roept in de egyptologie een hoop vragen op, daar er zeer weinig over hem met zekerheid te vertellen is. Sommige wetenschappers beweren dat het de zoon was van Ramses II. Anderen zijn van mening dat de man geen farao was, maar slechts een grootvizier. In het geval dat hij wel farao was, heeft hij slechts drie of vier jaar geregeerd.

## Faraonische functie
Amenmesses droeg de troonnaam Men-mi-re Setep-en-re, wat Onsterfelijk als Ra, gekozen door Ra betekent.
Officieel had Amenmesses waarschijnlijk geen enkele recht op de troon. Onderzoekers als Kenneth Kitchen gaan ervan uit dat de man gebruik heeft gemaakt van de zwaktes van zijn oudere broer, Seti II (de volgende in de lijn van farao's), en zich als farao heeft aangediend op een moment dat Seti II in Azië was.
Rolf Krauss en Aidan Dodson beweren dat Amenmesses slechts een gedeelte van Egypte in zijn macht had, en Seti II de leider van de rest van het land was. Alleen Thebe en Opper-Egypte zou aan Amenmesses toebehoord hebben. Volgens diezelfde theorie was Amenmesses ooit een Koesjiet met de naam Messuwy. Het bewijs dat hiervoor wordt geleverd is onder andere dat Amenmesse niet in de voor hem gebouwde graftombe, graf DK 10 lag en dat er in Messuwy's graftombe te Nubië beelden van Merneptah zijn gevonden.
Graf DK 10 is de afgelopen decennia door diverse belangrijke egyptologen onderzocht. In de graftombe lag niet de mummie van Amenmesses, maar die van Thakat en Baktwerel. Ook de decoraties van Amenmesses waren verdwenen. Het verhaal gaat dat er een grote ruzie heerste tussen Seti II en Amenmesses, en dat Seti II na de dood van zijn broer heeft geprobeerd zijn hele geschiedenis uit te wissen, onder andere door zijn lichaam te vernietigen. Op diverse steles van Amenmesses die zijn gevonden, is zijn naam veranderd in die van Seti II.